# الداودي التلمساني
شيخ الإسلام أَحْمَدُ بْنُ نَصْرٍ الدَّاوُدِيُّ الْأَسَدِي، الأموي، الطرابلسي، التلمساني المغاربي المالكي، من أئمة الحديث الشريف وحفاظه، وأحد فقهاء المالكية المشهورين، ويكني بأبي جعفر، يعد أول من شرح صحيح البخاري وثاني شارح لموطأ مالك توفي سنة 402 هجرية.

## مولده ونشأته
ولد بمدينة المسيلة وقيل ولد بمدينة بسكرة، وهما مدينتان تقعان في الشرق الجزائري، حفظ القرآن الكريم ودرس علوم العربية من نحو وصرف وبلاغة، ثم دراسة بعض مختصرات كتب الفقه المالكي كان عصاميا تعلّم بمفرده، ولم يعتمد إلا على قلة قليلة من علماء عصره وهم:
- إبراهيم بن خلف الأندلسي.
- أبو بكر بن عبد الله بن أبي زيد وأخيه عمر بن عبد الله.

## عقيدته
هو من أهل السنة والجماعة، مالكي المذهب، ممن يرى بالتأويل الذي كان عليه كثير من العلماء قبله وبعده، أورد ابن حجر، والعيني الحنفي كثيرا من أقواله في التأويل منها:
ما ورد في حديث أبي هريرة رضي الله عنه: «يضحك الله إلى رجلين يقتل أحدهما الآخر يدخلان الجنة يقاتل هذا في سبيل الله، فيقتل ثم يتوب الله على القاتل فيستشهد» قال الداودي: «أراد قبول أعمالهما ورحمتهما والرضا عنهما».

## ثناء العلماء ومعاصريه عليه
1. قال عنه مؤرّخ الإسلام الإمام الذهبي: «أحمد بن نصر: أبو جعفر الأزدي الداودي المالكي الفقيه. كان بطرابلس المغرب، فأملي بها كتابه في شرح الموطأ، ثم نزل تلمسان. وكان ذا حظ من الفصاحة والجدل».[2]
2. أما القاضي عياض فقد قال عنه: «من أئمة المالكية بالمغرب، والمتسعين في العلم المجيدين للتأليف»[3]
3. وقال عنه الإمام ابن فرحون في ترجمته: «من أئمة المالكية بالمغرب كان فقيها فاضلا متقنا مؤلفا مجيدا له حظ من اللسان والحديث والنظر».[4]
4. أما الحافظ ابن حجر العسقلاني: فقد أورد له في «فتح الباري» 479 بين استشهاد ونقل لفوائد، وأورد الكثير من أقواله، مرجحا بها لرأيه مرة، ومناقشا لها آخرى، وموهما لها تارة ومصححا له اطورا.
5. أما بدر الدين العيني الحنفي في «عمدة القاري شرح صحيح البخاري» فقد أورد: 636 بين استشهادا وفائدة.
6. ومن كتب الفقه والنوازل والقضاء التي احتفظت لنا بهذه الآراء والنوازل والمسائل والفتاوى والاجتهادات

على سبيل المثال:
- «المعيار المعرب عن فتاوى إفريقية والمغرب» للونشريسي.
- «الدرر المكنونة في نوازل مازونة» لأبي زكريا يحي بنموسى المازوني
- «الأحكام الجوازل، في نُبذ من النّوازل» لأبي رأس النّاصري الجزائري.
- «مواهب الجليل لشرح مختصر الخليل» لشمس الدين أبوعبد الله محمد بن محمد بن عبد الرحمن الطرابلسي المغربي، المعروف بالحطاب الرُّعيني.
- «الذخيرة في الفقة المالكي» لشهاب الدين أحمد بن إدريس القرافي.
- «الموافقات» لإبراهيم بن موسى بن محمد اللخمي، الشهير بالشاطبي.

## تــلامذتــه
- أبو عبد الملك مروان بن علي - أبو محمد - الأسدي القطان البوني، نسبة إلى بونة (مدينة عنابة بالشرق الجزائري ت حوالي سنة 440هـ)
- أبو بكر أحمد أبي عمر أبي محمد بن أبي زيد (ت بعدسنة 460هـ)
- هشام بن عبد الرحمن بن عبد الله، يعرف بابن الصابوني: من أهل قرطبة.
- أحمد بن سعيد بن علي الأنصاري القناطري، المعروف: بابن الحجال، من أهل قادس، يكنى: أبا عمر.(ت سنة 428 هـ)

## مؤلفاته
- النصيحة في شرح صحيح البخاري: ويسميه البعض «النصيح» وقد ألف هذا الكتاب الجليل في تلمسان حيث ألف أكثر كتبه بها.
- النامي في شرح موطأ الإمام مالك: وهذا الكتاب أصَلَه وأملاه بطرابلس أي في المرحلة الأولى من حياته، ويعتبر هذا الكتاب ثاني شرح للموطأ بعد شرح محمد بن سحنون القيرواني له. وقد ذكر عبد الرحمن الجيلالي أنه توجد نسخة منه بمكتبة القرويين بفاس تحت رقم (527).
- الأموال: وهو فتاوى وأحكام.
- الواعي في الفقه.
- الإيضاح في الرد على القدرية.
- كتاب الأصول.
- كتاب البيان.
- كتاب تفسير القرآن المجيد.

## وفاته
توفي بمدينة تلمسان، حيث ألف معظم كتبه، ويُرجح أنه مات في سنة 402 هـ 
وهي السنة التي رجحها القاضي عياض عند ترجمته للداودي 